# Comté de Gatton

Le comté de Gatton était une zone d'administration locale dans le sud-est du Queensland en Australie.
Le 15 mars 2008, il a fusionné avec le comté de Laidley pour former la région de Lockyer Valley.
Le comté comprenait les villes de :
- Gatton ;
- Grantham ;
- Hellidon ;
- Murphy Creek ;
- Withcott.